# Goujian

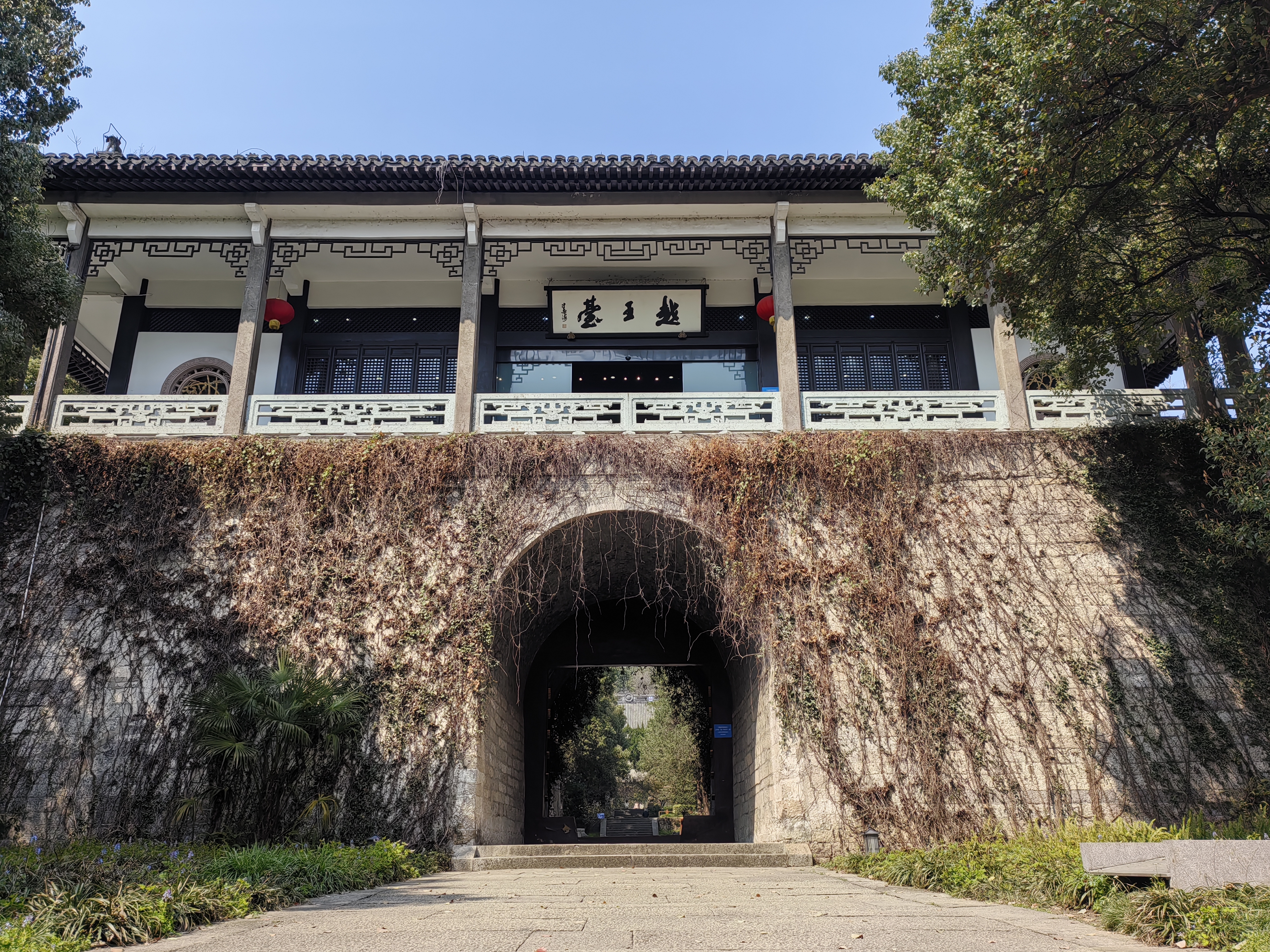
Goujian-Tempel (越王台) in Shaoxing

Goujian (chinesisch 勾踐 oder 句踐 / 勾践 oder 句践, Pinyin Gōujiàn; * etwa 520 v. Chr.; † 465 v. Chr.) war König des Staates Yue im heutigen Ostchina am Ende der Zeit der Frühlings- und Herbstannalen. Goujian musste nach der Niederlage seiner Streitkräfte im Jahre 494 v. Chr. als Sklave am Hofe Fuchais, des Königs von Wu, leben. Nach seiner Freilassung arbeitete er hart für das Wiedererstarken seines Staates, besiegte Fuchai und wurde von den anderen Staaten am Ende der Zhou-Dynastie als Hegemon anerkannt. Goujians Wirken ist in teils viel später verfassten Chroniken festgehalten und mit Mythen und Legenden vermischt. Die Geschichte seines Kampfes gegen Fuchai von Wu und die diese Geschichte dominierenden Themen machen ihn zu einer auch im modernen China noch allseits bekannten Persönlichkeit.
Das 1965 aufgefundene Schwert wird ihm zugeschrieben.

## Leben

### Jugend und Gefangenschaft

Lage von Wu und Yue im Südosten der chinesischen Ebene

Goujian wird als Nachkomme des mythischen ersten Kaisers der Xia-Dynastie, Yu des Großen, bezeichnet. Sein Heimatstaat Yue und das benachbarte Wu, beide in der südöstlichen Peripherie des damaligen chinesischen Kulturraumes gelegen, prosperierten in Goujians Kindheit. Unter dem schwächer werdenden Haus Zhou, das nominell noch Lehensherr war, wurden beide Staaten einflussreicher und kämpften um die Vorherrschaft. Zwischen Goujians Vater Yunchang und dem König von Wu Helü gab es mehrere kriegerische Auseinandersetzungen. Im Jahre 496 v. Chr. starb Yunchang, und Goujian folgte ihm auf dem Thron nach. Helü ergriff nach Yunchangs Tod die Gelegenheit für einen Angriff auf Yue. Der junge König Goujian wandte in der Schlacht nahe dem heutigen Jiaxing eine Kriegslist an, indem er einige Yue-Krieger sich mit lautem Geschrei selbst die Kehlen durchschneiden ließ. Die durch diese Taktik verwirrten Soldaten von Wu wurden danach von den regulären Yue-Truppen besiegt, Helü wurde von einem Pfeil des Yue-Kriegers Ling Gufu tödlich verletzt. Vor seinem Tod schärfte Helü seinem Sohn Fuchai ein, er solle Yue nicht vergessen.
Im Jahre 494 v. Chr. erfuhr Gojian, dass Wu erneut einen Angriff vorbereitete. Gegen den Rat seines Kanzlers Fan Li entschloss er sich, diesem Angriff zuvorzukommen, wenngleich die Armee von Wu stärker war. Seine Streitkräfte unterlagen in der Folge in der Schlacht bei Fujiao, Goujian wurde mit 5000 Soldaten auf dem Berg Kuaiji Shan von Wu-Truppen eingekreist. Goujian, der bereit war, bis zum Letzten zu kämpfen, nahm von seinem Minister Wen Zhong dennoch den Rat an, nach einer friedlichen Lösung zu suchen und sich im Interesse des Überlebens von Yue als Kriegsgefangener nach Wu zu begeben. Nach dem Vorbild des Zhou-Königs Wen und des Shang-Königs Tang sollte er nach Niederlage und Erniedrigung doch noch einen starken Staat errichten; Wen Zhong wollte den Lauf der Dinge an Fuchais Hof mittels Fuchais korrupten Minister (太宰) Bo Pi zu Gunsten von Yue beeinflussen. Im Jahre 492 v. Chr. begab sich Goujian mit seiner Frau und Fan Li in die Hauptstadt Wus, das heutige Suzhou. Fuchai ignorierte den Rat seines Kanzlers Wu Zixu, Goujian hinzurichten: man glaubte damals, dass es Unglück über die Familie bringen würde, wenn man jemanden hinrichtete, der sich bereits ergeben hatte. In den folgenden Monaten lebte Goujian in einer einfachen Steinhütte nahe dem Palast und kümmerte sich um Fuchais Pferde, während Fan Li Sklavenarbeiten verrichten musste. Wenn Fuchai ausfuhr, musste Goujian die Pferde führen. Mit der Zeit gewann Fuchai einen positiven Eindruck von Goujian, vor allem weil die drei Gefangenen trotz der Erniedrigung die Hofetikette beachteten. Die Chroniken berichten, dass Goujian sich auf Anraten von Fan Li bei Bo Pi um eine Audienz mit Fuchai bemühte, um ihm bezüglich seiner langwierigen Krankheit zu beraten. In der Gegenwart von Fuchai und Bo Pi kostete er Fuchais Stuhl und prophezeite, dass Fuchai sich bald besser fühlen und genesen werde. Nachdem die Genesung wirklich eingetreten war, war Fuchai von Goujians guten Absichten überzeugt, im Jahre 490 v. Chr. ließ Fuchai ihn entgegen den eindringlichen Warnungen seines Kanzlers Wu Zixu frei.

### Aufstieg von Yue
Nach seiner Rückkehr arbeitete Goujian hart daran, seinen Staat zu stärken. Er trug die gleiche Kleidung und aß das gleiche Essen wie seine Untertanen. Er pflügte selbst Felder und seine Frau züchtete Seidenraupen. Um die Schmach seiner Gefangenschaft nicht zu vergessen, hatte er in seinem Gemach eine Gallenblase aufgehängt, deren Bitterkeit er täglich kostete. Wie das gemeine Volk schlief er auf Reisig. Er regierte mit Respekt, war sparsam und vermied Verschwendung.
Seine Minister prophezeiten, dass Fuchais Arroganz, Bo Pis Korruptheit und der Konflikt zwischen Bo Pi und Wu Zixu den Nachbarstaat Wu zu Fall bringen würde. Zunächst rieten sie Goujian jedoch zu Geduld, weil Yue noch zu schwach war, um es mit Wu aufzunehmen. Um Yue zu schnellerem Bevölkerungswachstum zu verhelfen, bestimmte Goujian, dass alle Mädchen mit spätestens 17 und alle Männer mit spätestens 20 Jahren verheiratet sein müssten. Ehen mit deutlich älteren Partnern wurden verboten. Für die Geburt eines Jungen wurden die Eltern mit zwei Kannen Wein und einem Hund, für die Geburt eines Mädchens mit zwei Kannen Wein und einem Ferkel belohnt. Goujian veranlasste auch, dass Schwangere bei der Geburt betreut und dass Familien mit mehreren Kindern unterstützt würden. Parallel dazu ließ er seine Männer an Schwert und Armbrust ausbilden. Dem ganzen Volk machte er klar, dass er die Erniedrigung durch Wu tilgen wollte.
Goujian nahm den Rat des Kanzlers Fan Li an, Wu zunächst durch Strategeme zu schwächen, bevor man militärisch Rache nahm. So sandte Goujian schöne Frauen an Fuchai, um ihn zu schmeicheln und von den Staatsgeschäften abzulenken. Goujian schenkte ihm Bauholz, so dass Fuchai die Arbeitskräfte seines Landes verschwendete, um einen Palast aus dem Holz zu bauen. Goujian schützte eine Hungersnot in Yue vor, um von Wu große Mengen an Getreide zu kaufen, im Folgejahr verkaufte er gekochtes Getreide an Wu zurück. Als die Bauern es aussäten, war eine Hungersnot die Folge. Goujian schmeichelte Fuchai so lange, bis Fuchai die zahlreichen Warnungen seines Kanzlers Wu Zixu nicht mehr glaubte und ihn zum Selbstmord aufforderte. Nachdem Goujian im eigenen Staat zehn Jahre lang keine Landsteuern eingetrieben hatte, war die Bevölkerung Yues wohlhabend, während die Menschen in Wu so verarmt waren, dass sie im Winter an die Meeresküste zur Nahrungssuche aufbrechen mussten.

### Hegemonie von Yue
Im Jahre 482 v. Chr. begab Fuchai sich nach Huangchi (heutiges Fengqiu), um sich dort mit den Herrschern der anderen Staaten zu treffen. Auf den Weg dorthin nahm Fuchai seine besten Soldaten mit, in Wu verblieben nur der Kronprinz und schwache Truppen. Fan Li riet Goujian, dass dies der geeignete Zeitpunkt sei, um Wu anzugreifen. Goujian fiel mit 50.000 Soldaten in Wu ein, nahm den Kronprinzen gefangen, ließ ihn hinrichten und steckte Fuchais Gusu-Palast in Brand. Fuchai, der von den anderen Herrschern gern als Hegemon anerkannt werden wollte, bot Goujian einen Friedensschluss an, was Goujian akzeptierte.
Im Jahre 476 v. Chr. fühlte Goujian sich bereit, Wu erneut anzugreifen und zu besiegen. Er führte seine Armee mit großer Grausamkeit, indem er jeden Tag drei Verbrecher vor den Augen seiner Soldaten köpfen ließ, gleichzeitig sorgte er für starkes Zusammengehörigkeitsgefühl unter den Soldaten. Am Ende des drei Jahre dauernden Krieges spürte man Fuchai auf dem Berg Gusu auf und nahm ihn gefangen. Fuchai bot Goujian an, sein Sklave zu werden; Goujian wollte ihn jedoch mit 300 Familien auf die Insel Zhoushan verbannen. Fuchai tötete sich selbst. Nach dem Sieg über Wu schloss Goujian Frieden mit Wus Nachbarn und gab den Herrschern der Staaten Chu, Lu und Song von Wu erobertes Land zurück. Nachdem er dem Zhou-König seine Aufwartung gemacht hatte, wurde er als Hegemon der Gebiete östlich des Hangu-Passes anerkannt.
Nachdem Goujian militärisch gesiegt hatte, ließ er eine Feier für seine Minister veranstalten. Auf dieser Feier gab Goujian zu verstehen, dass er seine Macht weiter ausdehnen wollte. Fan Li erkannte, dass man mit einem Mann wie Goujian Leid und Kampf, aber nicht Frieden und Glück teilen konnte, und dass Goujian ihn früher oder später zu Gunsten seiner Machterweiterung opfern würde. Fan Li bat deshalb, aus seinen Ämtern scheiden zu dürfen; Goujian bot ihm die Hälfte seines Landes und drohte, an seiner Familie Rache zu nehmen, wenn er ihn wirklich verlassen sollte. Fan Li ermahnte ihn, moralisch zu handeln und verließ Kuaiji in einem kleinen Boot, sein Schicksal ist unbekannt. Fan Li hatte Wen Zhong geraten, es ihm gleichzutun, Wen Zhong entschied sich jedoch dagegen. Goujian wurde mit der Zeit misstrauisch gegenüber Wen Zhong, er fürchtete eine Verschwörung gegen sich selbst. Im Jahre 472 v. Chr. rief er ihn deshalb zu sich, reichte ihm ein Schwert und befahl ihm, sich selbst zu töten. Der Legende nach schwimmen die Geister von Wu Zixu und Wen Zhong gemeinsam auf dem Ozean.
Als Hegemon verlegte Goujian seine Hauptstadt von Yue nach Langye (heutiges Ost-Shandong) und lud alle fähigen Männer ein, in seinem Staat tätig zu sein. Auch Konfuzius fand sich am Hofe von Goujian ein. Er schlug Goujian vor, ihm die Prinzipien guter Regierungsführung beizubringen und spielte zu diesem Zweck Musik auf Instrumenten aus der Zeit der Urkaiser Chinas. Goujian erklärte jedoch, dass die Yue ein einfaches, kämpferisches und kühnes Volk seien und fragte Konfuzius, was er solchen Leuten lehren wolle. Konfuzius zog wortlos weiter.
Seine Zeit in Langye verbrachte Goujian mit diplomatischen und militärischen Aktivitäten, wodurch er die Hoheit über Qi und Jin errang. Im Jahre 465 v. Chr. erkrankte er schwer. Auf seinem Sterbebett erklärte er seinem Kronprinzen Luying, dass der Nachfolger eines Hegemons äußerst wachsam sein müsse, um das Erreichte seines Vorgängers zu erhalten.

## Nachwirkung
Die Geschichte des Kampfes zwischen Wu und Yue wurde in zahlreichen chinesischen Chroniken der später errichteten Dynastien aufgezeichnet. Dazu gehören die Werke Zuozhuan, Guoyu, Shiji von Sima Qian oder das Lüshi chunqiu. Die detailreichste und kohärenteste Schilderung befindet sich im Werk Wu Yue Chunqiu, das der Chronist Zhao Ye während der Östlichen Han-Dynastie zwischen 58 und 75 n. Chr. zusammenstellte. Sie hatte auf die spätere Geschichtsschreibung den stärksten Einfluss.
Die Geschichte Goujians ist wie keine andere mit dem chinesischen geflügelten Wort 臥薪嚐膽 (wòxīn-chángdǎn, wörtlich auf Reisig schlafen und Galle kosten) verbunden. Es bedeutet, sich selbst auferlegte Mühsal durchzustehen, um ein höheres Ziel zu erreichen und ist nahezu jedem Chinesen bekannt. Die dominierenden Themen von Goujians Leben wie Erniedrigung, Rache, Krieg, gute Regierungsführung oder der gekonnte Einsatz fähiger Leute machen es zu einem Stoff, der in der chinesischen Literatur immer wieder verarbeitet oder auf den angespielt wurde. Eine Reihe von chinesischen Opern, Romanen, Spielfilmen und Fernsehserien beschäftigen sich mit der Auseinandersetzung zwischen Goujian und Fuchai. In den 2000er Jahren allein wurden drei derartige Fernsehserien mit jeweils mehr als 40 Folgen im chinesischen Fernsehen ausgestrahlt. Nicht selten wird die Geschichte verwendet, um auf historische Ereignisse anzuspielen, etwa auf die ausländische Dominanz zu Beginn des 20. Jahrhunderts (eine Erniedrigung aus chinesischer Sicht) oder den Taiwan-Konflikt mit Gefühlen von Erniedrigung und Rachegelüsten beiderseits.